# Heterosi
L'heterosi o vigor híbrid és un fenomen genètic que provoca que els descendents de dues races animals o varietats agrícoles siguin més sanes i resistents i amb capacitat de sobreviure que els seus progenitors. Aquest fet podria semblar paradoxal, ja que els programes de selecció genètica que a més han donat bons resultats en la millora d'espècies tenen com a finalitat la selecció d'al·lels de manera que els més bons quedin fixats en homozigosi. El resultat visible és explicat per dos motius bàsics:
- Els al·lels defectuosos són estadísticament en més freqüència recessius i a través de la hibridació s'emparellen amb altres al·lels que els eclipsen.
- Una varietat més gran de gens -i una hibridació perfecta ideal donaria la màxima possible- en un mateix organisme dona més versatilitat i capacitat d'actuació front al medi a aquest.

Aquest fenomen genètic ha estat emprat sobretot en agricultura de manera que s'encreuen varietats amb una alta homozigosi de llavors obtenint una descendència molt més vigorosa i que aporta majors guanys als agricultors.
Com que els descendents d'aquestes plantes ja no serien tan heterozigotes com les llavors plantades ofertes per empreses en lloc de replantar la collita el que se sol fer és comprar-ne de noves completament híbrides, ja que surt econòmicament a compte. Aquest fet és amb freqüència recordat com a argument contra els que creuen que els cultius transgènics lliguen massa els pagesos a les empreses, ja que aquesta mena de relació es dona des d'inicis del segle xx encara que els empreses fossin altres.